# Punch-Drunk Love
Punch-Drunk Love (Nederlands: groggy liefde) is een Amerikaanse film uit 2002. De film werd geregisseerd door Paul Thomas Anderson en heeft Adam Sandler en Emily Watson in de hoofdrollen. Ondanks goede kritieken was de film weinig succesvol in de Amerikaanse bioscopen.
Sandler werd voor zijn rol genomineerd voor een Golden Globe. Meer dan tien andere filmprijzen werden Punch-Drunk Love daadwerkelijk toegekend, waaronder de prijs voor beste regisseur op het Filmfestival van Cannes.

## Verhaal
Barry Egan is een ondernemer en heeft een bedrijfje in speciale toiletontstoppers en andere designartikelen. Hij heeft zeven zusters
die hem vaak afbreken. Hij leidt een nogal eenzaam leven en kan in bepaalde situaties een woede-aanval krijgen. Naast zijn bedrijf koopt Barry ook grote hoeveelheden chocoladepudding in de supermarkt. Per verpakking krijgt hij immers frequent flyer-miles die hij spaart.
Op eenzelfde ochtend ziet hij een auto-ongeval, vindt hij een harmonium en ontmoet hij Lena Leonard die hem om hulp met haar auto vraagt. Later belt hij uit eenzaamheid naar een telefoonsekslijn. De volgende ochtend belt het meisje hem terug om geld te lenen. Als hij weigert bedreigt ze hem.
Op het werk komt Barry's zus Elizabeth langs met Lena en het klikt meteen tussen de twee. Ondertussen wordt hij verschillende malen gebeld door het meisje dat hem opnieuw bedreigt. Later gaat hij met Lena naar een restaurant. In de toiletruimte krijgt hij een woede-aanval waarbij hij de toiletten vernielt en vervolgens uit de zaak gezet wordt. Nadat hij Lena heeft thuisgebracht delen ze hun eerste kus. Als Barry later thuiskomt wordt hij meegesleurd door vier handlangers van het telefoonseksmeisje die hem dwingen geld uit de geldautomaat op te nemen.
Dan vertrekt Lena voor haar werk naar Hawaï. Barry koopt nog meer chocoladepudding voor de frequent flyer miles; deze wil hij gebruiken om Lena achterna te reizen. Als hij te horen krijgt dat hij deze frequent flyer-miles niet op tijd kan inwisselen krijgt hij opnieuw een woede-uitbarsting. Daarna vliegt hij toch naar Hawaï zonder te weten in welk hotel ze zit. Als zijn zus Elizabeth aan de telefoon niet onmiddellijk wil zeggen waar Lena verblijft valt hij tegen haar uit. Dan vindt hij haar en die avond delen ze voor het eerst het bed met elkaar.
Terug in Los Angeles rijden ze samen naar Barry thuis. Daar worden ze aangereden door de vier handlangers waarbij Lena lichtgewond raakt. Woedend stapt Barry uit en hij slaat de vier in elkaar met een ijzeren staaf. Daarna brengt hij Lena naar het ziekenhuis. Daar laat hij haar achter. In zijn kantoor belt hij naar het telefoonseksbedrijf waar hij uitvalt tegen het meisje en vervolgens tegen haar baas Dean Trumbell die hem bedreigt. Barry vindt uit dat het bedrijf in Provo gevestigd is en rijdt ernaartoe. Daar bedreigt hij Trumbell fysiek waarna die inbindt.
Barry keert terug naar het ziekenhuis waar hij verneemt dat Lena het ziekenhuis reeds mocht verlaten. Hij gaat naar haar appartement en vraagt haar vergiffenis omdat hij haar achterliet. Hij zegt zijn frequent flyer-miles te zullen gebruiken om mee te gaan op al haar zakenreizen. Later komt Lena binnen in het kantoor waar Barry op het harmonium aan het spelen is. Ze legt haar arm om hem en zegt: "Dus, hier gaan we dan".

## Rolbezetting
| Acteur                 | Personage      | Opmerkingen                              |
| ---------------------- | -------------- | ---------------------------------------- |
| Adam Sandler           | Barry Egan     |                                          |
| Emily Watson           | Lena Leonard   |                                          |
| Luis Guzmán            | Lance          | Werknemer van Barry                      |
| Mary Lynn Rajskub      | Elizabeth Egan | Zus van Barry die hem aan Lena voorstelt |
| Hazel Mailloux         | Rhonda Egan    | Zus van Barry                            |
| Julie Hermelin         | Kathleen Egan  | Zus van Barry                            |
| Philip Seymour Hoffman | Dean Trumbell  | Eigenaar van het telefoonseksbedrijf     |